# Gran Camiño
Gran Camiño (en galicien : O Gran Camiño) est une course cycliste espagnole qui se déroule en Galice. Disputée pour la première fois en 2022, elle constitue la seule course par étapes professionnelle de la région, l'historique Tour de Galice étant devenu une course amateurs depuis 2002. L'épreuve fait partie de l'UCI Europe Tour.

## Palmarès

### Podiums
| Année | Vainqueur          | Deuxième         | Troisième           |
| ----- | ------------------ | ---------------- | ------------------- |
| 2022  | Alejandro Valverde | Michael Woods    | Mark Padun          |
| 2023  | Jonas Vingegaard   | Jesús Herrada    | Ruben Guerreiro     |
| 2024  | Jonas Vingegaard   | Lenny Martinez   | Egan Bernal         |
| 2025  | Derek Gee          | Davide Piganzoli | Magnus Cort Nielsen |

### Classements annexes
| Année | Points                | Montagne         | Meilleur jeune | Par équipes         |
| 2022  | Alejandro Valverde    | Iván Sosa        | Igor Arrieta   | Movistar            |
| 2023  | Sebastian Schönberger | Jonas Vingegaard | Lukas Nerurkar | Cofidis             |
| 2024  | Jonas Vingegaard      | Jonas Vingegaard | Lenny Martinez | Visma-Lease a Bike  |
| 2025  | Magnus Cort Nielsen   | Derek Gee        | Viktor Soenens | Burgos Burpellet BH |